# نيسان جوك
نيسان جوك هي سيارة من إنتاج شركة نيسان موتورز.
أطلقت نيسان سيارتها التجريبية كازانا ذات التصميم الجريء، في معرض جنيف الدولي للسيارات عام 2009، وأطلقت النسخة التجارية من كازانا في عام 2011 التي بدت جريئة على نحو مبالغ فيه، وهي سيارة "جوك
شكلها الخارجي جريء جدا، الذي لم تعوّدنا عليه نيسان في أي من سياراتها القديمة، أو حتى الجديدة أيضا، فمركبة كروس اوفر هذه تتميز بمصابيح أمامية مقسومة إلى قسمين، القسم الأوّل نافر يمتد على القسم العلوي من غطاء المحرك، والثاني دائريّ الشكل يظهر من الصادم الامامي، وهي مستوحاةً من الاضواء المساعدة التي كانت تركب على سيارات السباق في الستينيات والسبعينيات. أما الصادم الامامي فكبير، ويتضمن فتحة تهوية طويلة ومصابيح ضباب صغيرة.
من الجانب تبدو جوك وكأنها سيارة كوبية بثلاثة أبواب، إلا أنها بخمسة أبواب، مع مقابض أبواب خلفية مدمجة بالزجاج الجانبي لتعزيز الطابع الرياضي والانسيابي، أما من الخلف فتظهر بصمات نيسان في التصميم الجريء والعصري أيضاً من خلال المصابيح الخلفية الملتوية المستوحاة من سيارة نيسان 370Z، كما ويندمج الجناح العلوي مع الزجاج الخلفي المائل، وصولاً إلى الباب البسيط التصميم، والمتصل بالصادم النافر الكبير.
تقول نيسان أن الصفة السائدة في المقصورة هي الإحساس بالمرح، حيث تصميم لوحة العدادات سهل وبسيط، وكذلك الأمر مع الشاشة الوسطية، التي تمكنك من التحكم بأهم الوظائف في جوك كالراديو والنظام الصوتي ونظام الملاحة. أسفلها تقبع شاشة صغيرة تمكنك من التحكم بجهاز التكييف.
ويكتمل تصميم الكونسول الوسطي بكونسول سفلي شبه منفصل، شبيه بخزان وقود الدراجة النارية. وبالرغم من الأبعاد المدمجة أو التي تبدو صغيرة في جوك، إلا أنها تتمتع بمقصورة واسعة تتسع لخمسة أشخاص بمقاعد واسعة ومريحة، وتبلغ سعة تخزين المخصصة للأمتعة 251 لتر، تزيد عند طي المقاعد الخلفية لتصل إلى 830 لتر.
وتتوفر نيسان جوك بخيارين من المحركات، الفئة الأولى بمحرك مكون من 4 اسطوانات سعة 1.6 لتر بقوة 115 حصان يجعلها قادرة على التسارع من صفر إلى 100 كم/س خلال 11.5 ثانية وبلوغ سرعة قصوى مقدارها 178 كم/س.
أما الفئة الثانية مزودة بمحرك 1.6 بشاحن توربيني .

## وصلات خارجية
- تقرير نيسان جوك